# Cornelis de Bondt
Cornelis de Bondt (né le 9 décembre 1953 à La Haye) est un compositeur néerlandais. Il suit les cours du Conservatoire royal de La Haye, où il enseigne actuellement la composition et la théorie musicale.
En 2011, toutes les partitions de de Bondt sont retirées par le compositeur en signe de protestation contre les coupes budgétaires dans le domaine des arts aux Pays-Bas. Il déclare qu'il considérait désormais la « partition » orchestrale, la musique sous forme notée fixe, comme un symbole du néolibéralisme, et qu'il explorait donc des méthodes de notation non fixes. 

## Discographie
- Bint, écrit pour Hoketus  (1979-1980)
- Karkas, pour grand ensemble (1981-1983, d'abord joué au Holland Festival, le 10 juin 2002)[3]
- The Broken Ear (1984-1996)
- Bloed, pour chant et orchestre (1997–2001)
- Bloed II, écrit pour The Hilliard Ensemble et Netherlands Wind Ensemble (1997–1998)
- Die wahre Art, piano concerto (2000)
- Gli toccha la mano, écrit pour Cristina Zavalloni, Orkest de Volharding et Icebreaker (2002)
- Gran Sinfonia – Il tempo giusto, pour orchestre (2010)